# Ichilo (fiume)
L'Ichilo (in spagnolo Río Ichilo) è un fiume della Bolivia.
L'Ichilo nasce ai piedi delle Ande, nella Provincia di Manuel María Caballero, nel Dipartimento di Santa Cruz, a un'altitudine di 2 437 metri nei monti di Serranía Racete, sotto il nome di "Alto Ichilo". Quando si unisce al fiume Moyle prende il nome di Ichilo e inizia a scorrere in direzione nord, formando il confine fra il dipartimento di Santa Cruz e Cochabamba. Il fiume, infine, si unisce al Chapare, dopo aver percorso 370 km, formando il Mamorecillo, a sua volta affluente del Mamoré (molto spesso l'Ichilo e il Mamorecillo vengono considerati un solo fiume; in questo caso l'Ichilo raggiunge una lunghezza di 630 km e il Chapare diviene un suo affluente).
La sua profondità massima è di 18,6 metri, raggiunta presso Puerto Villarroel, e la sua larghezza massima è di 420 metri. L'Ichilo è uno dei maggiori fiumi boliviani per portata d'acqua, riceve infatti molti affluenti fra cui: Sacta, Víbora, Chimoré, Choré, Ibaresito, Ibabo, Useuta, oltre che il Chapare.